# Піщатка (Білорусь)
Піща́тка (біл. Пясчатка) — село в Білорусі, у Кам'янецькому районі Берестейської області. Орган місцевого самоврядування — Рясненська сільська рада.

## Назва
- Піща́тка (біл. Пясчатка, пол. Piszczatka, рос. Песчатка) — сучасна назва[2][3].
- Піща́тка Полове́цька (пол. Piszczatka Połowiecka, рос. Песчатка Половецкая) — первісна стара назва[4].
- Пішча́тка — альтернативне написання сучасної назви[5].
- Пішча́та, Піща́та — альтернативна назва[5].
- Піщальня (біл. Пяшчальня) — альтернативна назва[5].
- Піщанка, Пішчанка (біл. Пясчанка, Пішчанка) — альтернативна назва[5].
- Піщета (біл. Пішчэта) — альтернативна назва[5].

## Історія
Засноване у ХІІІ ст. як одне з поселень половців хана Тегака, яких переселив руський король Данило Галицький для захисту своєї держави від нападів ятвягів та литовців. Про колишніх засновників свідчить урочище Боняк, розташоване неподалік села й назване на честь видатного половецького хана.
Вперше згадується 1566 року в ревізії Берестейського староства.
У XVIII ст. входило до володінь князів Радзивілів (1740 року селяни скаржилися Ганні Радзивіл про утиски і знущання солдат, які перебували на постої в селі). 1792 року перейшло до маєтностей Петра Ожаровського.

### Адміністративна історія
- з 1566: Велике князівство Литовське, Берестейське воєводство, Берестейське староство, Милейчицька волость, Половецьке війтівство.
- з XVIII ст.: Велике князівство Литовське, Берестейське воєводство, Берестейський повіт, Половецька волость.
- з 25 грудня 1795: Російська імперія, Слонімське намісництво, Берестейський повіт, Половецька волость (за результатами третього поділу Речі Посполитої).
- з 12 грудня 1796: Російська імперія, Литовська губернія, Берестейський повіт, Половецька волость.
- з 28 серпня 1802: Російська імперія, Гродненська губернія, Берестейський повіт, Половецька волость.
- з 14 вересня 1917: Російська республіка, Гродненська губернія, Берестейський повіт, Половецька волость.
- з 7 листопада 1917: Російська РФСР, Гродненська губернія, Берестейський повіт Половецька волость.
- з 7 червня 1919: Цивільне правління (Польська Республіка), Берестейський округ, Берестейський повіт, Половецька гміна.
- з 12 грудня 1920: Тимчасове правління (Польська Республіка), Поліський округ, Біловезький повіт, Половецька гміна.
- з 19 лютого 1921: Польська Республіка, Поліське воєводство, Берестейський повіт, Половецька гміна (за результатами радянсько-польської війни).
- з 18 квітня 1928: Польська Республіка, Поліське воєводство, Берестейський повіт, Високо-Литовська гміна.
- з 2 листопада 1939: Білоруська РСР (за результатами німецько-радянського поділу Польщі).
- з 4 грудня 1939: Білоруська РСР, Берестейська область.
- з 1940: Білоруська РСР, Берестейська область, Кліщельський район.
- з 1 серпня 1941: Німецька імперія, Білостоцька округа, Більський крайскомісаріат.
- з серпня 1944: Білоруська РСР, Берестейська область, Кліщельський район.
- з 1945: Білоруська РСР, Берестейська область, Високівський район.
- з 17 квітня 1962: Білоруська РСР, Берестейська область, Кам'янецький район.
- з 25 серпня 1991: Білорусь, Берестейська область, Кам'янецький район.

## Населення
До початку XVI століття місцеві жителі згадувалися як половці. У XIX столітті польський історик Юзеф Ярошевич, зазначав, що вони асимілювалися й нічим не відрізнялися від русинів.
- 1897: 391 осіб[4]
- 1999: 25 осіб
- За переписом населення Білорусі 2009 року чисельність населення села становила 18 осіб[1].

Серед мешканців села зафіксовано патроніми половецького походження:
- Кабакевич (біл. Кабакавіч) — від кабак (кабяк), «брудний»[5].
- Колкевич (біл. Колкавіч) — від колк, «домашня тварина»[5].
- Кадатевич (біл. Кадатавіч) — від кадат, «сват»[5].

## Транспорт
Через село проходить республіканська дорога Р16 (Тюхничі—Високе—Піщатка), яка виходить на кордон із Польщею. У травні 2006 року за наказом білоруського президента Олександра Лукашенка в селі встановили автодорожній прикордонний перехід № 10 (Піщатка-Половці).